# Ten (zpěvák)
Chittaphon Leechaiyapornkul (thajsky: ชิตพล ลี้ชัยพรกุล, korejsky: 이영흠 I Joung-heum, čínsky:李永欽 Lǐ Yǒngqīn; *27. února 1996), známý jako Ten, je thajský zpěvák a tanečník čínského původu působící v Jižní Koreji a Číně. V roce 2016 debutoval s jihokorejskou chlapeckou skupinou NCT v rámci podskupiny NCT U. Od roku 2019 působí hlavně jako člen čínské podskupiny WayV a stal se také členem jihokorejské superskupiny SuperM .
Jeho první singl „Dream in a Dream“ byl vydán v roce 2017 prostřednictvím projektu SM Station.

## Mládí
Ten se narodil 27. února 1996 v Bangkoku v Thajsku do thajské rodiny čínského původu. V roce 2010 vyhrál Ten thajskou televizní show Teen Superstar a získal tak příležitost podepsat smlouvu se společností Starship Entertainment, což ale nakonec odmítl. Studoval na Shrewsbury International School. V roce 2018 obdržel oficiální výjimku z povinné vojenské služby kvůli zranění kolena.

## Kariéra

### 2011–2015: Pre-debut a SM Rookies
V roce 2011 se zúčastnil soutěže Teen Superstar pod uměleckým jménem TS7 TNT. V roce 2013 podepsal smlouvu se společností SM Entertainment díky konkurzu SM Global Audition 2013 v Bangkoku. 23. prosince 2013 byl Ten představen jako člen pre-debutového tréninkového týmu SM Rookies. V roce 2014 se Ten a další budoucí členové skupiny NCT zúčastnili show Exo 90: 2014, kde zpívali K-popové písně z 90. let.

### 2016–2018: Debut, NCT
V dubnu 2016 SM Entertainment potvrdilo, že Ten spolu s dalšími členy SM Rookies budou debutovat jako členové první podskupiny NCT - NCT U s písní "The 7th Sense" v rámci tanečního programu Hit the Stage televize Mnet.
V lednu 2017 se připojil k obsazení pořadu Elementary School Teacher televize SBS, který představuje zahraniční idoly působící v Jižní Koreji, jak zlepšují své korejské jazykové dovednosti a vůbec si zvykají na korejskou kulturu.
24. března 2017 vydala společnost SM ukázku prvního Tenova singlu „Dream in a Dream“ v rámci SM Station Season 2. Píseň byla vydána 7. dubna. Ve stejný den bylo oznámeno, že se Ten stal novým členem taneční projektové skupiny SM The Performance.
Ten 6. dubna 2018 uzavřel projektové album SM Station Season 2 písní „New Heroes“, se kterou se umístil na čtvrtém místě v žebříčku World Digital Song Sales časopisu Billboard. Skladba „Dream in a Dream“ pak byla zahrnuta i v prvním studiovém albu NCT, NCT 2018 Empathy, na kterém se objevila další Tenova píseň v rámci NCT U „Baby Don't Stop“, duet, který nahrál společně s Taejongem. Jako člen NCT 2018 se také objevil v hudebním videu „Black On Black“.

### 2019 – současnost: WayV, SuperM
31. prosince 2018 bylo oznámeno, že bude vytvořena WayV, čínská podskupina NCT. Skupinu spravuje společnost Label V, dceřiná společnost SM Entertainment. Skupinu tvoří Kun, Winwin, Ten, Lucas, Hendery, Xiaojun a YangYang. Oficiálně debutovali 17. ledna 2019 debutovým EP The Vision s titulní skladbou čínského remaku „Regular“ skupiny NCT 127.
Dne 8. srpna 2019 bylo oznámeno, že se Ten připojí k Taeminovi ze skupiny SHINee, Baekhjonovi a Kaiovi ze skupiny EXO, Taejongovi a Markovi ze skupiny NCT 127 a Lucasovi ze skupiny WayV v superskupině SuperM vytvořenou jihokorejskou společností SM Entertainment ve spolupráci s americkou společností Capitol Records. Propagace skupiny začala v říjnu a byla primárně zaměřena na americký trh. SuperM vydali své debutové EP 4. října 2019 a stali se první k-popovou skupinou, která se umístila na prvním místě v žebříčku Billboard 200 s debutovým albem. Následně skupina vyrazila na turné po Severní Americe a Evropě.